# Stazione di Napoli Piazza Leopardi
Napoli Piazza Leopardi è una fermata della linea 2 del servizio ferroviario metropolitano di Napoli.

## Storia
La fermata venne attivata il 26 settembre 1927 con il nome di Piazza Leopardi, derivato da una vecchia piazza scomparsa verso la metà degli anni 1930. Ivi sorgeva la medioevale chiesa di San Vitale, che per qualche anno custodì le spoglie di Giacomo Leopardi (da cui il nome della piazza).
La stazione è ubicata precisamente in via Giulio Cesare, all'altezza dell'incrocio con via Attilio Regolo.

## Strutture e impianti

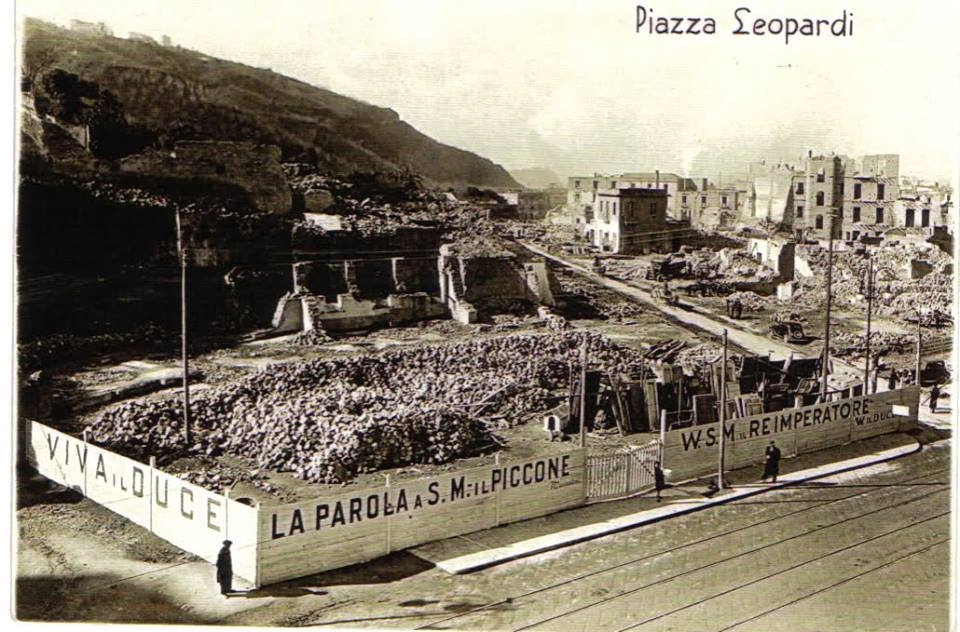
Piazza Leopardi durante i lavori di sistemazione in epoca fascista

La fermata non ha un vero e proprio fabbricato viaggiatori, ma solo un piccolo fabbricato; accanto ad esso, un cavalcavia pedonale supera la sede ferroviaria (che si trova sotto il livello stradale) e porta alla stazione: questa conta due binari passanti, serviti da un'unica banchina ad isola.
Vi sono anche altri binari sia tronchi sia passanti, che però fanno parte della stazione di Napoli Campi Flegrei, la quale si trova nelle immediate vicinanze.

## Movimento
La fermata è servita dai treni svolti da Trenitalia nell'ambito della linea 2 del servizio ferroviario metropolitano di Napoli.

## Interscambi
Fra il 1883 e la seconda guerra mondiale di fronte alla stazione era attiva la fermata Pilastri della tranvia Napoli-Bagnoli-Pozzuoli, in seguito sostituita da un'autolinea urbana.
La stazione dispone di:
- Fermata autobus